# Hymenodiscus monacantha
Hymenodiscus monacantha är en sjöstjärneart som beskrevs av Hubert Lyman Clark 1920. Hymenodiscus monacantha ingår i släktet Hymenodiscus och familjen Brisingidae. Inga underarter finns listade i Catalogue of Life.